# Polski Uniwersytet na Obczyźnie

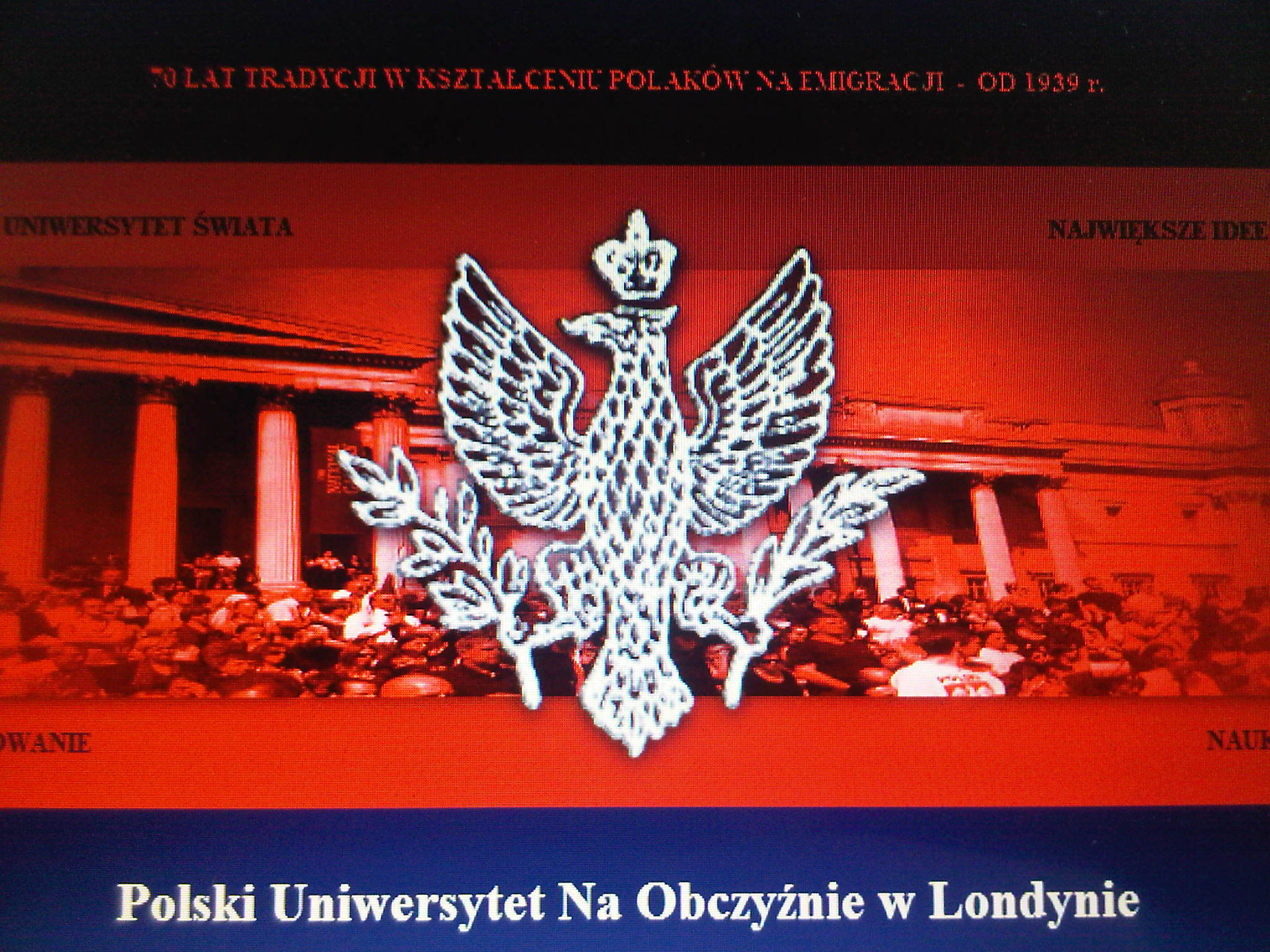
Logo PUNO (widok na witrynie uczelni)

Polski Uniwersytet na Obczyźnie (ang. The Polish University Abroad in London) – uczelnia humanistyczna w Londynie, utworzona w 1949 roku dla polskich emigrantów.

## Historia
Za protoplastę uczelni uważa się inną instytucję: Uniwersytet Polski za Granicą, założony pod koniec 1939 r. w Paryżu. Uniwersytet powstał z inicjatywy Oskara Haleckiego w celu zapewnienia ciągłości polskiego szkolnictwa wyższego, ponieważ w okupowanej Polsce Niemcy zakazali funkcjonowania instytucji naukowych i kulturalnych. Otwarcie uniwersytetu nastąpiło w obecności przedstawicieli polskiego rządu na uchodźstwie i rządu francuskiego. Po zajęciu Francji przez Niemców część wykładowców uczelni przeniosła się do Wielkiej Brytanii.
Rząd RP na uchodźstwie utworzył nową uczelnię jako PUNO w roku 1949, kiedy to uniwersytet otrzymał tymczasowy statut, a 15 grudnia 1952 pełne prawa akademickie.
Na PUNO mogło studiować wielu Polaków, którzy przebywali na emigracji w czasie i po II wojnie światowej. Uniwersytet nadał ponad 100 stopni magisterskich i 120 doktorskich.
Siedzibą PUNO jest budynek Polskiego Ośrodka Społeczno-Kulturalnego w dzielnicy Hammersmith.
Wszystkie stopnie naukowe, dyplomy i tytuły zawodowe nadane przez PUNO w okresie od 1 września 1952 do 22 grudnia 1990 zostały uznane na mocy ustawy z dnia 6 lutego 1998 r. o uznaniu stopni naukowych, dyplomów i tytułów zawodowych nadanych przez Polski Uniwersytet na Obczyźnie za równorzędne odpowiednim stopniom naukowym, dyplomom i tytułom zawodowym nadawanym przez polskie szkoły wyższe na terenie kraju bez konieczności ich nostryfikacji.

## Struktura
- Wydział Nauk Humanistycznych
  - Zakład Badań nad Emigracją
  - Zakład Dydaktyki Polonijnej
  - Zakład Biografistyki Polonijnej
- Instytut Nauk Technicznych
  - Zakład Technik Komputerowych
  - Zakład Badawczo-Projektowy Budownictwa
  - Zakład Historii Techniki
- Instytut Kultury Europejskiej
  - Zakład Medioznawstwa
  - Zakład Kultury Politycznej i Badań nad Demokracją
  - Zakład Współczesnej Kultury Brytyjskiej
  - Zakład Współczesnej Kultury Literackiej i Artystycznej
- Instytut Nauk Społecznych
  - Zakład Psychologii Stosowanej
  - Zakład Nauk o Zdrowiu

## Rektorzy
Rektorami PUNO byli kolejno profesorowie:
- Tadeusz Brzeski (od 1951),
- Cezaria Jędrzejewiczowa (od 1958),
- Tadeusz Sulimirski (1967–1978)[5],
- Jerzy Gawenda (1978–1987),
- Mieczysław Skowroński-Sas (1987–1993),
- Jan Drewnowski (1994–1998)[6],
- Zdzisław Wałaszewski (od 1998–2001)[7],
- Wojciech Falkowski (2002–2011)[8],
- Halina Taborska (2011–2017)[9],
- Tomasz J. Kaźmierski (2017[10]–2021),
- Włodzimierz Mier-Jędrzejowicz (od 2021)[11].